# Lou Groza
Pour les articles homonymes, voir Groza.
Pro Football Hall of Fame 1974
(en) Statistiques sur pro-football-reference
Louis Roy Groza, dit Lou Groza, né le 25 janvier 1924 à Martins Ferry (Ohio) et mort le 29 novembre 2000 à Middleburg Heights (Ohio, États-Unis), est un joueur américain de football américain ayant évolué au poste de kicker.

## Biographie
Étudiant à l'Université de l'État de l'Ohio, il joue pour les Buckeyes d'Ohio State.
Il passe toute sa carrière dans la franchise des Browns de Cleveland. Kicker, il était également offensive tackle. Il est sélectionné à neuf Pro Bowl.
Le numéro 76 des Browns de Cleveland a été retiré en son honneur et un prix porte son nom : le Lou Groza Award.
Il est le frère d'Alex Groza.
Son autobiographie, « The Toe: The Lou Groza Story », est publiée en 1996.

## Statistiques
| Année  | Équipe | MJ     |        | Field goals | Field goals | Field goals | Field goals |         | Extra Points | Extra Points | Extra Points |
| Année  | Équipe | MJ     | Tentés | Réussis     | %           | Long        | Tentés      | Réussis | %            |              |              |
| 1946   | Browns | 14     | 29     | 13          | 44,8        | 51          | 47          | 45      | 95,7         |              |              |
| 1947   | Browns | 12     | 19     | 7           | 36,8        | 43          | 42          | 39      | 92,9         |              |              |
| 1948   | Browns | 14     | 19     | 8           | 42,1        | 53          | 52          | 51      | 98,1         |              |              |
| 1949   | Browns | 12     | 9      | 2           | 22,2        | 38          | 35          | 34      | 97,1         |              |              |
| 1950   | Browns | 10     | 19     | 13          | 68,4        | 43          | 29          | 29      | 100          |              |              |
| 1951   | Browns | 12     | 23     | 10          | 43,5        | 44          | 43          | 43      | 100          |              |              |
| 1952   | Browns | 12     | 33     | 19          | 57,6        | 52          | 32          | 32      | 100          |              |              |
| 1953   | Browns | 12     | 26     | 23          | 88,5        | 50          | 40          | 39      | 97,5         |              |              |
| 1954   | Browns | 12     | 24     | 16          | 66,7        | 44          | 38          | 37      | 97,4         |              |              |
| 1955   | Browns | 12     | 22     | 11          | 50          | 46          | 45          | 44      | 97,8         |              |              |
| 1956   | Browns | 12     | 20     | 11          | 55          | 47          | 18          | 18      | 100          |              |              |
| 1957   | Browns | 12     | 22     | 15          | 68,2        | 48          | 32          | 32      | 100          |              |              |
| 1958   | Browns | 12     | 19     | 8           | 42,1        | 41          | 38          | 36      | 94,7         |              |              |
| 1959   | Browns | 12     | 16     | 5           | 31,3        | 48          | 37          | 33      | 89,2         |              |              |
| 1961   | Browns | 14     | 23     | 16          | 69,6        | 48          | 38          | 37      | 97,4         |              |              |
| 1962   | Browns | 14     | 31     | 14          | 45,2        | 51          | 35          | 33      | 94,3         |              |              |
| 1963   | Browns | 14     | 23     | 15          | 65,2        | 43          | 43          | 40      | 93           |              |              |
| 1964   | Browns | 14     | 33     | 22          | 66,7        | 47          | 49          | 49      | 100          |              |              |
| 1965   | Browns | 14     | 25     | 16          | 64          | 49          | 45          | 45      | 100          |              |              |
| 1966   | Browns | 14     | 23     | 9           | 39,1        | 47          | 52          | 51      | 98,1         |              |              |
| 1967   | Browns | 14     | 23     | 11          | 47,8        | 40          | 43          | 43      | 100          |              |              |
| Totaux | Totaux | Totaux | 481    | 264         | 54,9        | 53          | 833         | 810     | 97,2         |              |              |